# Marsiansk odyssé
Marsiansk odyssé (engelska: A Martian Odyssey) är en science fiction-novell skriven av Stanley G. Weinbaum, ursprungligen publicerad i juli 1934 i tidskriften Wonder Stories.
Svenska översättningar har publicerats 1956, och 1993, då översatt av Jonas Norén. Andra översättningar har publicerats 1996, i antologin Marsianska drömmar, översatt av Sam J. Lundwall, och 2015 under titeln En irrfärd på Mars i antologin med samma namn, översatt av Gunnar Welin.

## Handling

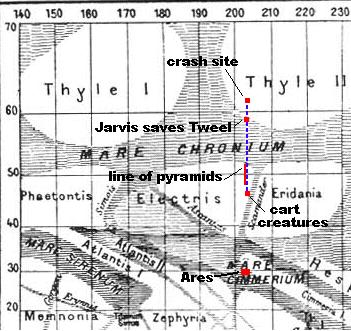
Karta över Mars i berättelsen.

Berättelsen utspelar sig under tidigt 2000-tal på Mars, där huvudpersonen Jarvis räddar marsianen Tweel. Tillsammans råkar de sedan ut för olika äventyr.

### Fotnoter
1. ↑  ”Stanley G. Weinbaum”. Datorföreningen Lysator. http://www.lysator.liu.se/~unicorn/sweden-sf/Weinbaum,_Stanley_G.html. Läst 2 oktober 2014.
2. ↑  Weinbaum, Stanley G. (2015). En irrfärd på Mars. Gidlunds förlag. ISBN 978-91-7844-930-9
3. ↑  ”A Martian Odyssey” (på engelska). Forgotten Futures XI. juli 1934. http://www.forgottenfutures.com/game/ff11/html/ffxi.htm. Läst 2 oktober 2014.